# Vem vet hur länge vi har varann
Vem vet hur länge vi har varann är en av Karl Gerhards kupletter, med hans text till en smäktande tangomelodi av Jules Sylvain. Gerhard spelade in den med Sune Waldimirs orkester 1942, och skivan släpptes året efter på skivmärket His Master's Voice. Kupletten var med i minst två av Karl Gerhards revyer, Nu ska vi vara stygga 1944 och påföljande års nyårsrevy, En vittling mot öster.
Det finns (minst) tre verser till kupletten, på helt olika teman, och två återkommande refrängrader: "Vem vet hur länge vi har varann" samt "Det finns en gräns", som inleder refrängen och återupprepas i dess mitt respektive avslutar den.
En vers handlar om kärleksrelationer och placerar därmed frasen "Vem vet hur länge vi har varann" i det sammanhang man förväntar sig. En annan handlar om ryssarnas vånda att de allierade inte ska vara att lita på. Sången använder vildsint rimkonst till att låta Molotov fundera kring engelsmännens pålitlighet i kontext av den andra moskvakonferensen mellan Stalin och Churchill. "Herr Stalin inbjöd Churchill über die ganze Gross Welt, ta på dej blåställ't, och låt oss tala om Roosvelt". Molotov frågar sig "Vem vet hur länge vi har varann [...] hur länge en gentleman från Oxford kan va' tavaritj". En tredje vers handlar om artistens eget förhållande till sin publik, och så upprepas refrängraden igen med ytterligare en ny betydelse: vem vet hur länge artisten får ha kvar sina lyssnare? "Det finns en gräns"...
Magnus Uggla spelade in sången på sitt första album med Karl Gerhard-covers, Ett bedårande barn av sin tid 2006.